# Jonathan Quick
Jonathan Douglas Quick (ur. 21 stycznia 1986 w Milford, Connecticut) – amerykański hokeista, reprezentant USA, dwukrotny olimpijczyk.

## Kariera
- Avon Old Farms (2002-2005)
- UMass (Amherst) (2005-2007)
- Reading Royals (2007-2008)
- Manchester Monarchs (2007-2008)
- Los Angeles Kings (2007-2023)
- New York Rangers (2023-)

Absolwent szkoły Avon Old Farms. W drafcie NHL z 2005 został wybrany z 72 numerem przez Los Angeles Kings. Od 2007 zawodnik tego klubu w lidze NHL. W październiku 2009 przedłużył umowę o trzy lata, a w czerwcu 2012 o dziesięć lat. W lipcu 2023 podpisał roczny kontrakt z New York Rangers. 
Uczestniczył w turniejach zimowych igrzysk olimpijskich 2010, 2014, Pucharu Świata 2016.

## Sukcesy
Reprezentacyjne
- Srebrny medal zimowych igrzysk olimpijskich: 2010

Klubowe
- Mistrz konferencji NHL: 2012 z Los Angeles Kings
- Clarence S. Campbell Bowl: 2012 z Los Angeles Kings
- Puchar Stanleya – mistrzostwo NHL: 2012, 2014 z Los Angeles Kings

Indywidualne
- Sezon NCAA (Wschód) 2006/2007:
  - Drugi skład gwiazd Amerykanów
  - Drugi skład gwiazd
- Sezon NHL (2010/2011):
  - Czwarte miejsce w klasyfikacji średniej goli straconych na mecz w sezonie zasadniczym: 2,24
- Sezon NHL (2011/2012):
  - Pierwsze miejsce w klasyfikacji liczby meczów bez straty gola w sezonie zasadniczym: 10
  - Drugie miejsce w klasyfikacji średniej goli straconych na mecz w sezonie zasadniczym: 1,95
  - Piąte miejsce w klasyfikacji skuteczności interwencji w sezonie zasadniczym: 92,9%
  - NHL All-Star Game
  - Drugi skład gwiazd
  - Conn Smythe Trophy
- Hokej na lodzie na Zimowych Igrzyskach Olimpijskich 2014 – turniej mężczyzn:
  - Drugie miejsce w klasyfikacji liczby obronionych strzałów w turnieju: 132
- Sezon NHL (2013/2014):
  - William M. Jennings Trophy – najmniej bramek straconych
- Sezon NHL (2014/2015):
  - William M. Jennings Trophy – najmniej bramek straconych
- Sezon NHL (2015/2016)
  - Występ w Meczu Gwiazd
- Sezon NHL (2017/2018):
  - William M. Jennings Trophy – najmniej bramek straconych